# Candeleda
Candeleda ist eine zentralspanische Kleinstadt und Gemeinde mit 5.031 Einwohnern (Stand: 2024) (municipio) in der Provinz Ávila in der Autonomen Region Kastilien-León. Zur Gemeinde gehört neben dem Hauptort Candeleda der aus verstreuten Einzelgehöften bestehende Weiler El Raso.

## Lage und Klima
Candeleda liegt auf der Südseite der Sierra de Gredos am südwestlichen Rand der Provinz Ávila. Die Entfernung nach Ávila beträgt knapp 90 km (Fahrtstrecke) in nordöstlicher Richtung. Am südlichen Rand der Gemeinde wird der Río Tiétar zum Stausee Embalse de Rosarito aufgestaut. Das Klima ist gemäßigt bis warm; der Regen (ca. 943 mm/Jahr) fällt mit Ausnahme der trockenen Sommermonate übers Jahr verteilt.

## Bevölkerungsentwicklung
| Jahr      | 1970 | 1981 | 1991 | 2001 | 2011 | 2021 |
| Einwohner | 5862 | 5319 | 5344 | 4968 | 5213 | 5049 |

## Geschichte
Die archäologische Fundstelle El Raso ist Zeugnis einer Siedlung, die den Vettonen zugeordnet wird. Dennoch scheint auch schon eine frühere „Besiedlung“ möglich zu sein, nachdem 1986 Höhlenmalereien gefunden wurden. Mit dem Untergang des römischen Reiches ergriffen die Westgoten die Herrschaft über Iberien. Mit der Zeit der muslimischen Landnahme auf der iberischen Halbinsel wurde das Gebiet nördlich des Tiétar zum Niemandsland. Eine Wiederbesiedlung des Tiétartals kann ab dem 13. und 14. Jahrhundert festgestellt werden.

## Sehenswürdigkeiten
- Archäologische Fundstätte von El Raso mit eisenzeitlichen Häuserresten aus dem dritten bis ersten vorchristlichen Jahrhundert
- Kirche Mariä Himmelfahrt (Iglesia de Nuestra Señora de la Asunción) aus dem 15. Jahrhundert
- Gerichtssäule (Rollo Judicial) aus dem 15. Jahrhundert
- Blasiuskapelle (Ermita de San Blas), 1887 erbaut
- Rathaus von 1911
- Heimatmuseum
- Die Casa de las Flores (Blumenhaus) beherbergt heute ein Blechspielzeugmuseum

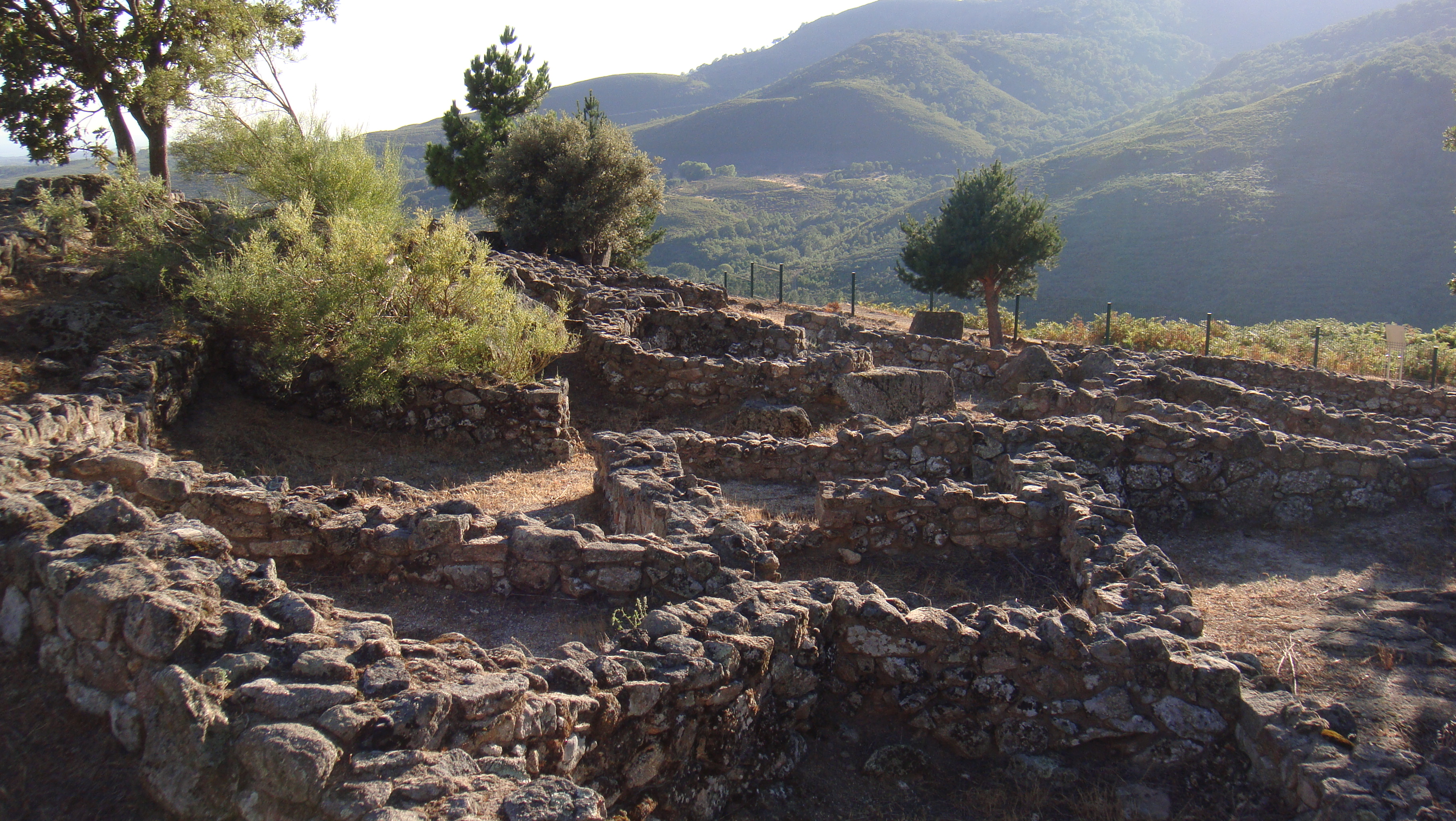
Archäologische Fundstelle El Raso
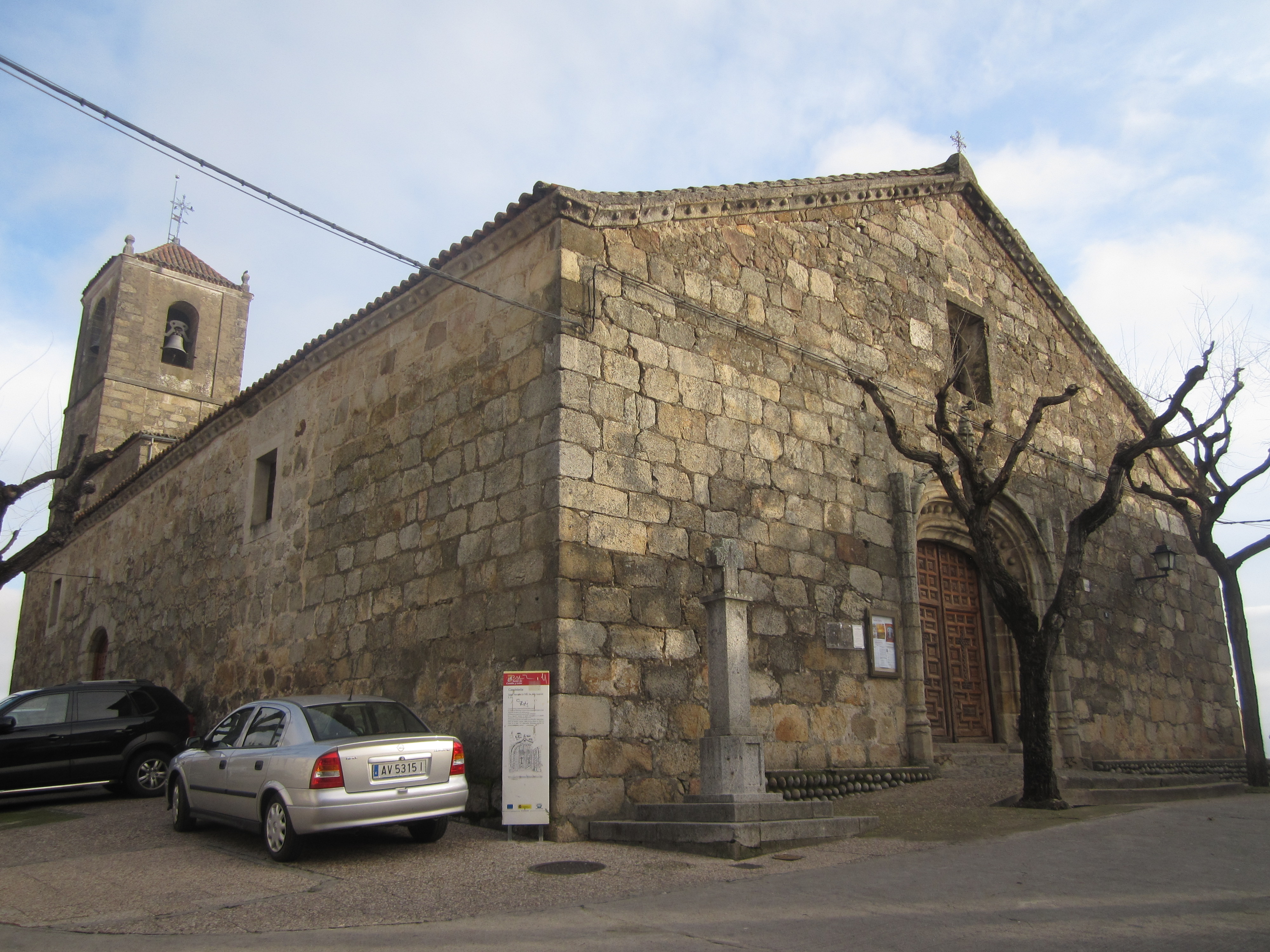
Kirche Mariä Himmelfahrt
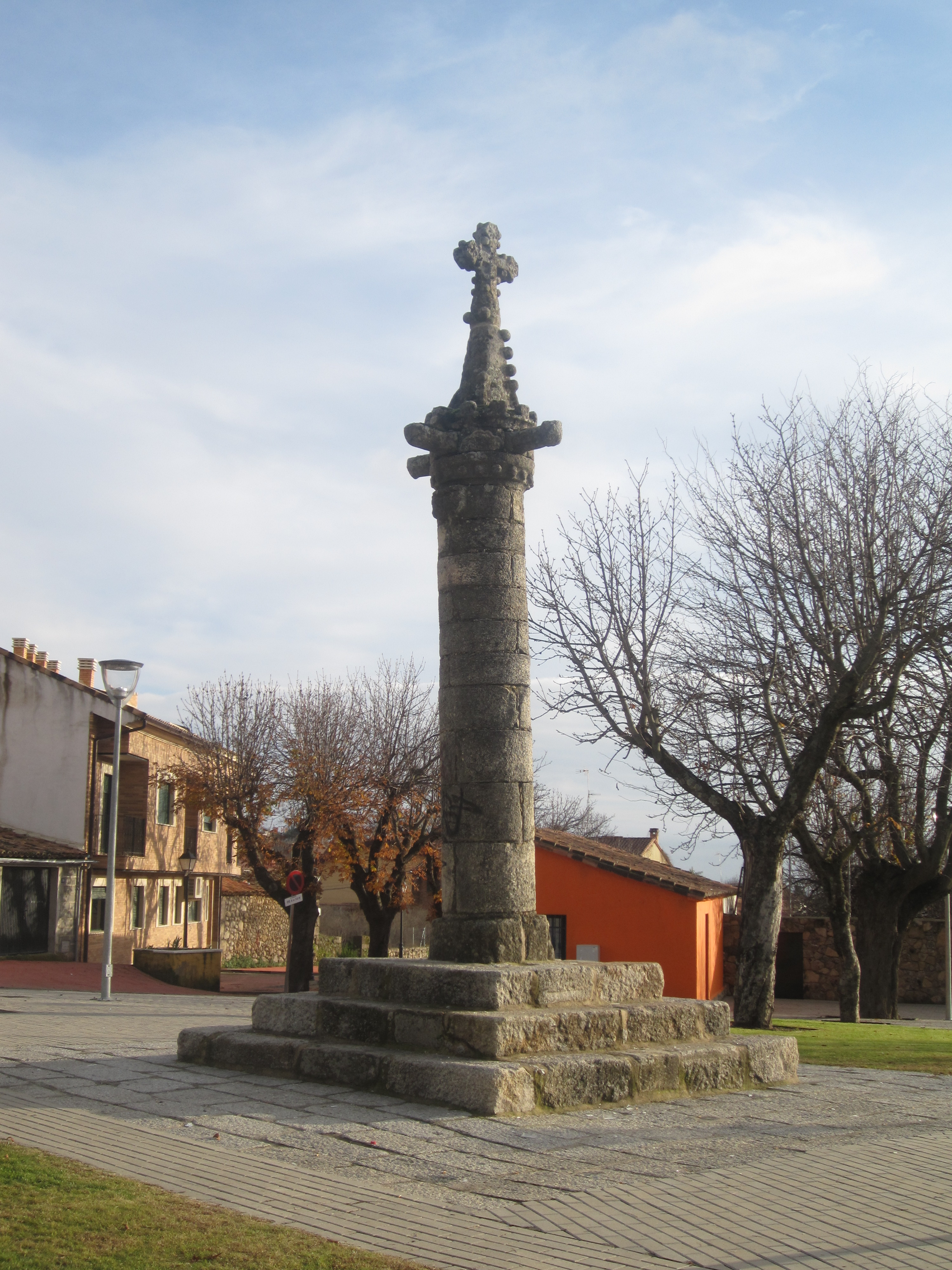
Gerichtssäule
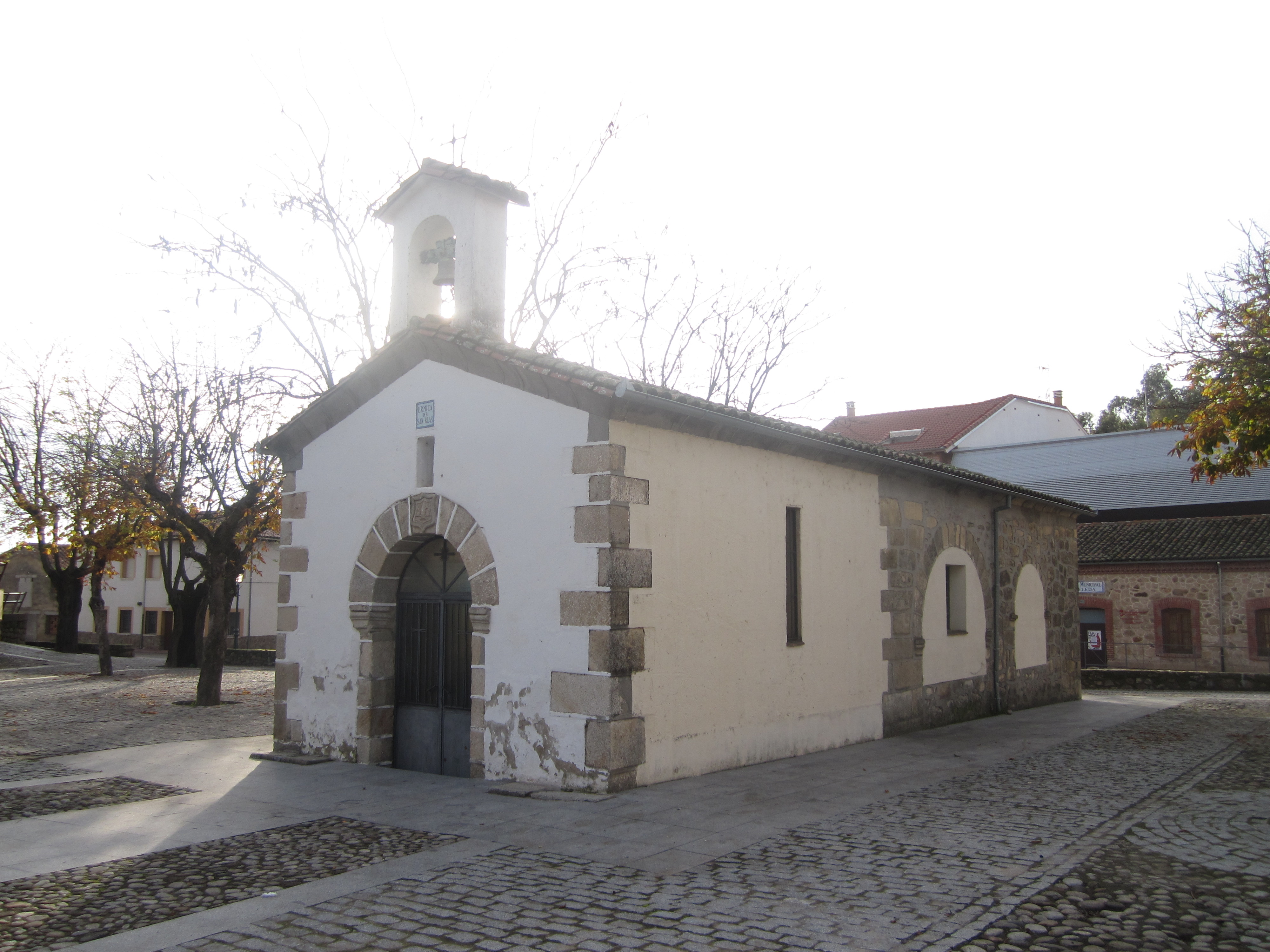
Blasiuskapelle
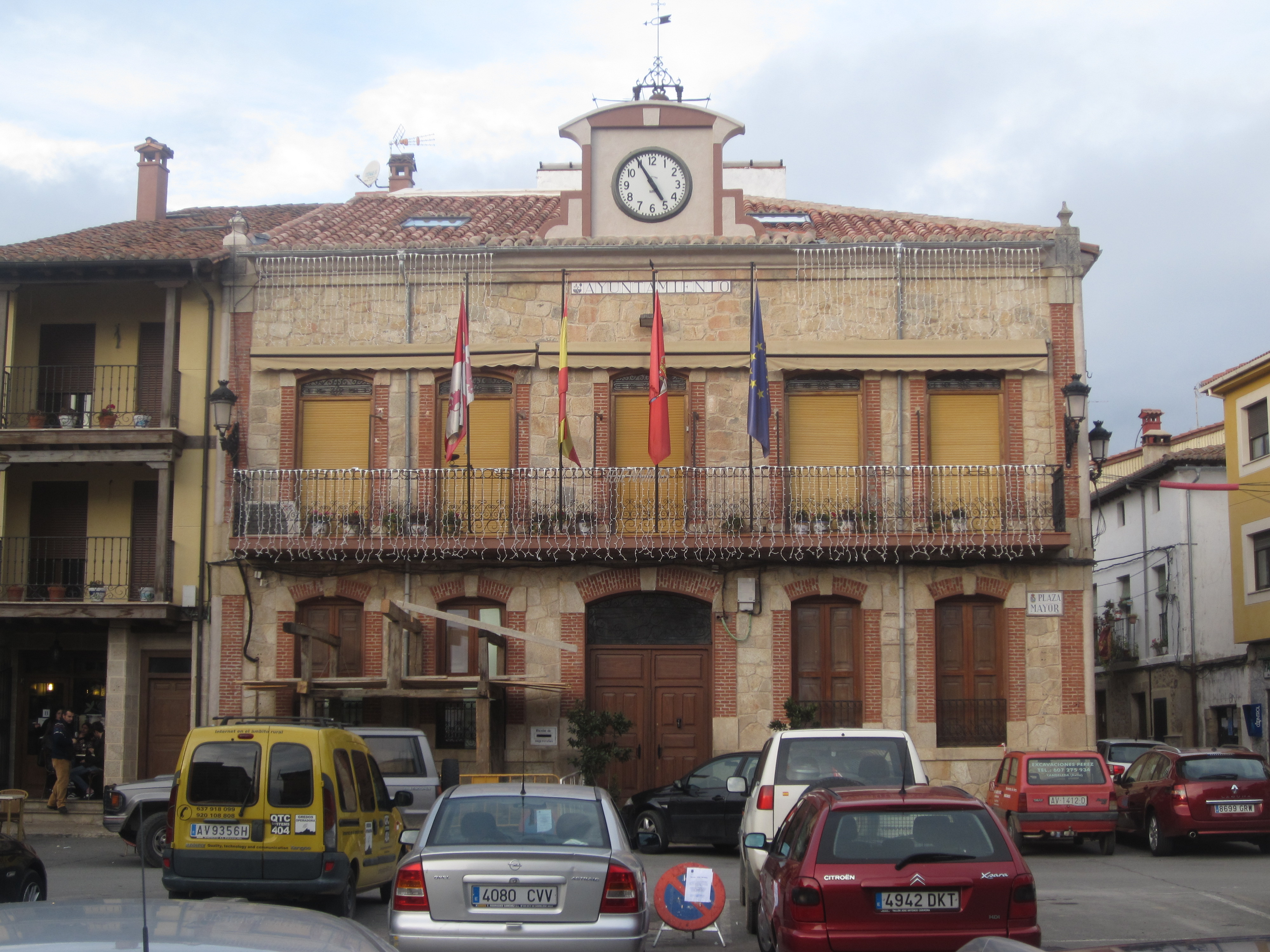
Rathaus
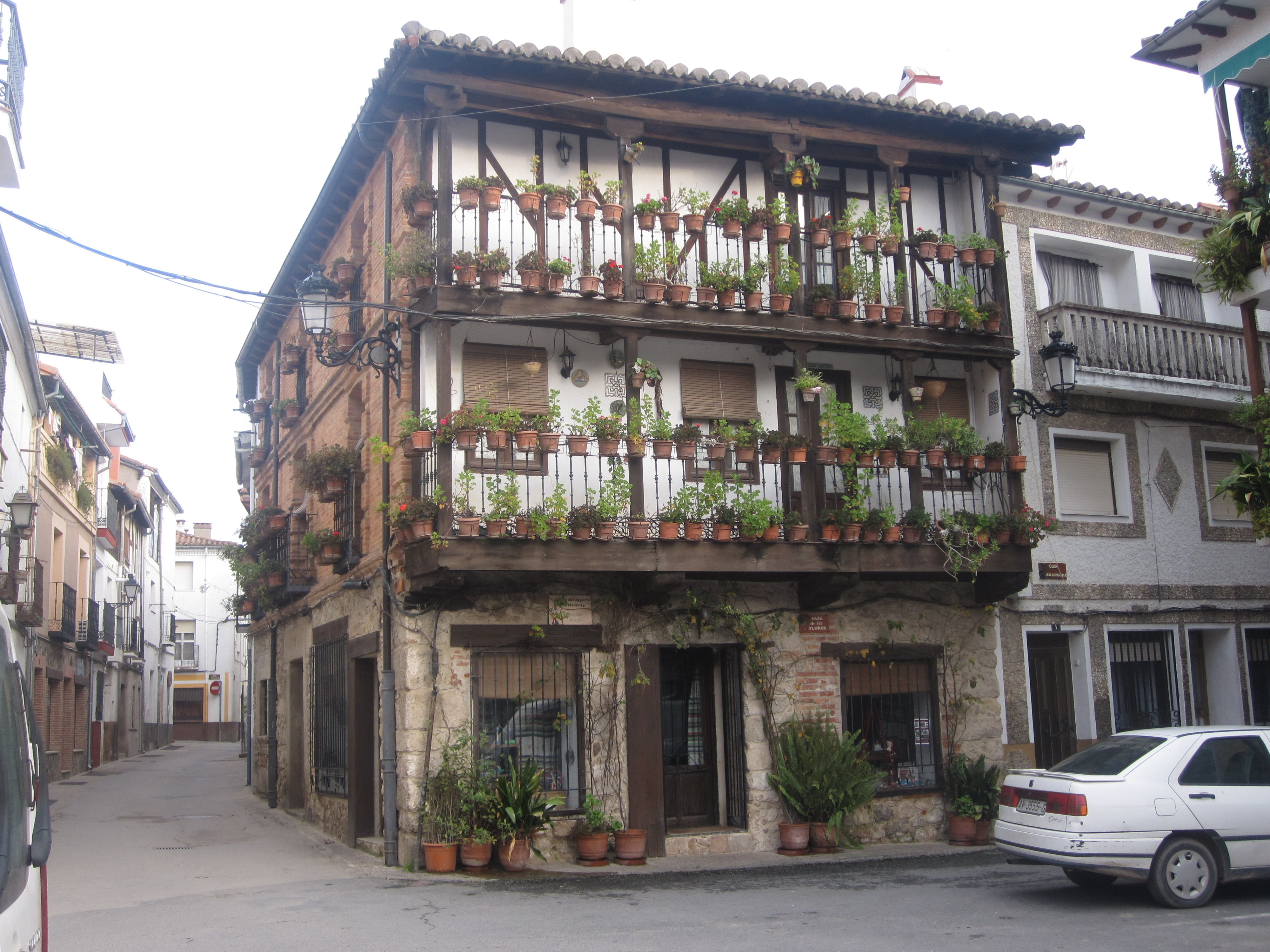
Casa de las Flores (Blechspielzeugmuseum)

## Persönlichkeiten
- Antonio Chozas Bermúdez (1922–2008), franquistischer Politiker
- César Soto Grado (* 1980), Fußballschiedsrichter